# Sipke Zijlstra
Sipke Zijlstra (* 13. April 1985 in Burgum) ist ein ehemaliger niederländischer Bahn- und Straßenradrennfahrer.
Sipke Zijlstra begann seine Karriere 2004 bei dem niederländischen Radsportteam Löwik Meubelen-Tegeltoko. 2006 wechselte er zum B&E Cycling Team, wo er den Omloop Lek en IJssel gewann. Auf der Bahn wurde er 2006 niederländischer Meister in der Einerverfolgung der U23-Klasse. Bei der Bahnrad-Weltmeisterschaft 2009 belegte Zijlstra den siebten Platz in der Mannschaftsverfolgung und beim Bahnrad-Weltcup in Peking 2010 wurde er in derselben Disziplin Zweiter. Im selben Jahr errang er gemeinsam mit Levi Heimans, Tim Veldt und Arno van der Zwet bei den UEC-Bahn-Europameisterschaften die Bronzemedaille in der Mannschaftsverfolgung. Anschließend beendete er seine Radsportlaufbahn.

## Erfolge
2006
- Niederländischer Meister – Einerverfolgung (U23)

2010
- Europameisterschaft – Mannschaftsverfolgung (mit Levi Heimans, Tim Veldt und Arno van der Zwet)

## Teams
- 2004 Löwik Meubelen-Tegeltoko (ab 31.03.)
- 2005 Löwik Meubelen-Van Losser
- 2006 B&E Cycling Team
- 2007 B&E Koopmans